# Marcel Hacker
Marcel Hacker, född den 29 april 1977 i Magdeburg i Tyskland, är en tysk roddare.
Han tog OS-brons i singelsculler i samband med de olympiska roddtävlingarna 2000 i Sydney.